# Sirac (Gers)
Sirac é uma comuna francesa na região administrativa de Occitânia, no departamento de Gers. Estende-se por uma área de 8 km². Em 2010 a comuna tinha 177 habitantes (densidade: 22,1 hab./km²).